# Bloomfield (New Jersey)
Bloomfield ist ein Township im Essex County, New Jersey, USA. Das U.S. Census Bureau ermittelte bei der Volkszählung 2020 eine Einwohnerzahl von 53.105.
Die Stadt ist benannt nach dem Politiker und General Joseph Bloomfield (1753–1823), der zeitweise auch Gouverneur von New Jersey war.

## Geographie
Nach dem United States Census Bureau hat die Stadt eine Gesamtfläche von 13,8 km².

## Demographie
Nach der Volkszählung von 2000 gibt es 47.683 Menschen, 19.017 Haushalte und 12.075 Familien in der Stadt. Die Bevölkerungsdichte beträgt 3.460,6 Einwohner pro km². 70,09 % der Bevölkerung sind Weiße, 11,69 % Afroamerikaner, 0,19 % amerikanische Ureinwohner, 8,38 % Asiaten, 0,07 % pazifische Insulaner, 6,42 % anderer Herkunft und 3,16 % Mischlinge. 14,47 % sind Latinos unterschiedlicher Abstammung.
Von den 19.017 Haushalten haben 28,2 % Kinder unter 18 Jahre. 46,7 % davon sind verheiratete, zusammenlebende Paare, 12,4 % sind alleinerziehende Mütter, 36,5 % sind keine Familien, 30,4 % bestehen aus Singlehaushalten und in 10,6 % Menschen sind älter als 65. Die Durchschnittshaushaltsgröße beträgt 2,49, die Durchschnittsfamiliengröße 3,16.
21,1 % der Bevölkerung sind unter 18 Jahre alt, 8,4 % zwischen 18 und 24, 34,0 % zwischen 25 und 44, 22,3 % zwischen 45 und 64, 14,3 % älter als 65. Das Durchschnittsalter beträgt 37 Jahre. Das Verhältnis Frauen zu Männer beträgt 100:90,8, für Menschen älter als 18 Jahre beträgt das Verhältnis 100:87,1.
Das jährliche Durchschnittseinkommen der Haushalte beträgt 53.289 USD, das Durchschnittseinkommen der Familien 64.945 USD. Männer haben ein Durchschnittseinkommen von 43.498 USD, Frauen 36.104 USD. Der Prokopfeinkommen der Stadt beträgt 26.049 USD. 5,9 % der Bevölkerung und 4,4 % der Familien leben unterhalb der Armutsgrenze, davon sind 6,3 % Kinder oder Jugendliche jünger als 18 Jahre und 8,2 % der Menschen sind älter als 65.

## Verkehr
In Bloomfield befindet sich die Endstation Grove Street der Newark Light Rail, einem S-Bahn-ähnlichen Verkehrssystem im Raum Newark. An zwei Stationen  der Montclair-Boonton-Linie der Eisenbahngesellschaft New Jersey Transit halten Pendlerzüge, mit denen man direkt die New York Penn Station in Midtown Manhattan erreichen kann.
Durch das Gebiet von Bloomfield verläuft von Nord nach Süd der Garden State Parkway, eine mautpflichtige Autobahn in New Jersey (Garden State) mit mehreren Ausfahrten.
Der Newark Liberty International Airport liegt etwa 12 Kilometer von Bloomfield entfernt.

## Söhne und Töchter der Stadt
- William D. Bishop (1827–1904), Politiker
- William C. Carl (1865–1936), Organist und Musikpädagoge
- Seth Bingham (1882–1972), Organist, Komponist und Musikpädagoge
- Randolph Bourne (1886–1918), Publizist
- Seymour Parker Gilbert (1892–1938), Anwalt, Banker, Politiker und Diplomat
- Tom Fleming (1951–2017), Marathonläufer